# Жарко, Ксения Геннадиевна
Ксения Геннадиевна Жарко (род. 19 января, Москва) — российский дирижёр. Создатель, художественный руководитель и главный дирижёр Женского симфонического оркестра. Кавалер государственной награды — Серебряного почетного креста Венгрии «за выдающуюся деятельность в популяризации в России и на международном уровне венгерской классической музыки и оперетты» (2018 г.).

## Биография
Обучение музыке по классу фортепиано начинала в ДМШ Академического музыкального училища при Московской государственной консерватории им. П. И. Чайковского (пед. Т. В. Директоренко).
Далее учёба в Академическом музыкальном училище при Московской государственной консерватории им. П. И. Чайковского (дирижерско-хоровой факультет, класс Королевой М. В.).
Дважды окончила Московскую государственную консерваторию по специальностям:
2001 год — теоретико-композиторский факультет (проф. Ю. Н. Холопов, А. С. Соколов, Л. В. Кириллина и С. И. Савенко);
2002 год — факультет оперно-симфонического дирижирования (класс проф. В. С. Синайского, И. П. Штегмана).

## Стажировки
- «Земперопер» и Высшая школа музыки им. Карла Марии фон Вебера (Дрезден, руководитель — главный дирижёр Лондонского симфонического оркестра сэр Колин Дэвис, 2000 г.)
- Государственный академический Большой театр России (руководитель — главный дирижёр Большого театра А. А. Ведерников, 2004—2005 гг.)
- Национальный филармонический оркестр России (руководитель — главный дирижёр НФОР В. Т. Спиваков, 2006—2008 гг.)

## Международные конкурсы
- Лауреат Международного конкурса симфонических дирижёров им. В. Жордании — 3 премия (Харьков, 2002 г.).
- Приз зрительских симпатий и дипломант Международного конкурса дирижёров имени И. Кальмана (Будапешт, 2007 г.).
- Лауреат конкурса Департамента культуры Москвы «Тургеневская театральная Москва» за спектакль «Любовь длиною в жизнь» (в составе постановочной группы, Москва, 2019 г.).

## Почетные звания
Кавалер государственной награды — Серебряного почетного креста Венгрии «за выдающуюся деятельность в популяризации в России и на международном уровне венгерской классической музыки и оперетты» (2018).

## Творческая деятельность
Начиная с 2000 года дирижировала более чем сорока оркестрами, среди которых: Большой симфонический оркестр имени П. И. Чайковского, Национальный филармонический оркестр России, Симфонический оркестр «Новая Россия», музыкальные коллективы Musica Viva и Kremlin, Бомбейский симфонический оркестр, Государственный симфонический оркестр Колумбии, Симфонический оркестр Шри-Ланки, Пекинский юношеский филармонический оркестр, Корейский национальный симфонический оркестр, оркестры филармоний России и Украины.
Московский государственный театр оперетты
В 2003—2015 гг. — ведущий дирижёр Московского театра оперетты, где в качестве музыкального руководителя и дирижёра-постановщика Ксенией Жарко были поставлены следующие спектакли: «Цезарь и Клеопатра» А. Журбина, юбилейные вечера народных артистов России Г. Васильева, С. Варгузовой, Л. Амарфий; концерт памяти Л. Амарфий.
Дирижировала премьерами спектаклей: «Сильва» И. Кальмана, «Моя прекрасная леди» Ф. Лоу; являлась содирижером юбилейных вечеров к 75-летию и 80-летию Театра оперетты, концерта-бенефиса народного артиста России Юрия Веденеева.
Кроме того, в её постоянном репертуаре следующие спектакли театра: «Большой канкан», «Летучая мышь» И. Штрауса, «Фиалка Монмартра» И. Кальмана, «Веселая вдова» Ф. Легара, «Хелло, Долли!» Дж. Германа, «Катрин» А. Кремера.
В 2008—2010 гг. — музыкальный руководитель и дирижёр конкурса артистов оперетты Герарда Васильева Operetta-land.

## Женский симфонический оркестр
В 2012 году Ксенией Жарко был создан Женский симфонический оркестр. Первое выступление коллектива произошло 1 июня 2012 года в спорткомплексе «Олимпийский» перед многотысячной зрительской и многомиллионной телевизионной аудиторией на Х Юбилейной церемонии вручения премий в области эстрадной музыки «Премия МУЗ-ТВ» (режиссёр-постановщик Алексей Сеченов).
Ещё одним этапным событием стало участие оркестра в гала-концерте фестиваля «Лучший город зимы» (организатор — Департамент культуры города Москвы). В грандиозном лазерном 3D-шоу «Рождественские вальсы» в течение полутора часов оркестр исполнял вальсы всех времен и народов, аккомпанируя солистам балета Большого театра и «расцвечивая» поэзию Серебряного века в исполнении артистов МХТ им. Чехова и Театра Вахтангова. Прямую трансляцию мероприятия вел телеканал «Москва — 24».
Одним из ярких мероприятий стало участие коллектива в торжественной церемонии вручения Первой российской национальной музыкальной премии в Кремле 7 декабря 2016 года. Женский симфонический оркестр выступал с лучшими исполнителями классической и популярной музыки.
Международные проекты Женского симфонического оркестра
Традиционными и неизменно имеющими огромный успех у публики стали авторские ежегодные гала-концерты солистов Будапештской и Московской оперетты в Большом зале Московской консерватории: «Шедевры венгерской оперетты», И. Кальман «Сильва» — к 100-летию создания, «Виват, оперетта!», гала-концерт к 130-летию И. Кальмана, «Венгерская& советская оперетта», Легар-Gala (2013—2020 г.).
24 июня 2017 года в Большом зале Московской государственной консерватории при участии Посольства Южная Корея состоялся концерт русской и корейской современной музыки — музыкальная эстафета от Олимпийских игр Сочи в южнокорейский Пхенчхан. 29 мая 2018 года при участии посольств Польши, Словакии, Венгрии и Чехии в Малом зале Московской государственной консерватории состоялся концерт «Музыка Вышеградской четверки», где были представлены лучшие образцы современной польской, словацкой, венгерской и чешской музыки. 31 марта 2019 года вместе с индийскими музыкантами коллектив участвовал в гала-концерте закрытия Фестиваля Индии «Дружба/Дости 2018—2019» в Национальном театре народной музыки и песни «Золотое Кольцо»
14 мая 2019 года совместно с энергетическими компаниями «Русатом-сервис» и «MVM» — концерт «Энергия музыки» в Большом зале Московской консерватории. В концерте принимал участие венгерский пианист, лауреат конкурса Ф. Листа Янош Балаж.
Коллектив также участвует в показах Дома Валентина Юдашкина.
«Истории любви» с оркестром
Ксения Жарко является инициатором создания ярких спектаклей — «Историй любви» с оркестром.
Спектакль «Любовь длиною в жизнь» о любви Тургенева и Виардо (в главной роли — народная артистка России Илзе Лиепа, Большой зал Московской консерватории, 2019 г.) — стал лауреатом конкурса Департамента культуры города Москвы «Тургеневская Москва».
Спектакль «Тобой и Господом храним…» (в главной роли — народный артист России Дмитрий Харатьян, «Театральный центр на Страстном», 2020 г.) также неизменно пользуется успехом у публики.

## Другая деятельность
Сопредседатель оргкомитета и член жюри Международного конкурса дирижёров «Золотая дирижёрская палочка» (Будапешт);
член жюри Международного конкурса артистов оперетты им. Ф. Легара (Комарно, Будапешт);
член жюри ряда музыкальных российских и международных конкурсов. Участник множества женских организаций бизнеса и культуры